# Freney (Savoie)
Pour les articles homonymes, voir Freney.
Freney est une commune française située dans le département de la Savoie, en région Auvergne-Rhône-Alpes.

## Géographie

### Situation
Le village est situé dans la vallée de la Maurienne, sur la rive gauche de l'Arc, à 4 km à l'ouest de Modane.
|        | Saint-André |                  |
| Orelle | Freney      | Fourneaux Modane |
|        | Modane      |                  |

### Géologie et relief, hydrographie
Le point culminant de la commune est la Pointe des Sarrasins, à 2 963 mètres.
La limite nord de la commune est marquée par la rivière l'Arc.

### Climat
Pour des articles plus généraux, voir Climat d'Auvergne-Rhône-Alpes et Climat de la Savoie.
En 2010, le climat de la commune est de type climat de montagne, selon une étude du Centre national de la recherche scientifique s'appuyant sur une série de données couvrant la période 1971-2000. En 2020, Météo-France publie une typologie des climats de la France métropolitaine dans laquelle la commune est exposée à un climat de montagne ou de marges de montagne et est dans la région climatique Alpes du nord, caractérisée par une pluviométrie annuelle de 1 200 à 1 500 mm, irrégulièrement répartie en été.
Pour la période 1971-2000, la température annuelle moyenne est de 7,9 °C, avec une amplitude thermique annuelle de 16,5 °C. Le cumul annuel moyen de précipitations est de 876 mm, avec 8,5 jours de précipitations en janvier et 7,7 jours en juillet. Pour la période 1991-2020, la température moyenne annuelle observée sur la station météorologique de Météo-France la plus proche, « Avrieux », sur la commune d'Avrieux à 8 km à vol d'oiseau, est de 8,5 °C et le cumul annuel moyen de précipitations est de 600,4 mm,. Pour l'avenir, les paramètres climatiques de la commune estimés pour 2050 selon différents scénarios d'émission de gaz à effet de serre sont consultables sur un site dédié publié par Météo-France en novembre 2022.

## Urbanisme

### Typologie
Au 1er janvier 2024, Freney est catégorisée commune rurale à habitat dispersé, selon la nouvelle grille communale de densité à sept niveaux définie par l'Insee en 2022.
Elle est située hors unité urbaine. Par ailleurs la commune fait partie de l'aire d'attraction de Modane, dont elle est une commune de la couronne,. Cette aire, qui regroupe 6 communes, est catégorisée dans les aires de moins de 50 000 habitants,.

### Occupation des sols
L'occupation des sols de la commune, telle qu'elle ressort de la base de données européenne d’occupation biophysique des sols Corine Land Cover (CLC), est marquée par l'importance des forêts et milieux semi-naturels (93,8 % en 2018), une proportion identique à celle de 1990 (93,8 %). La répartition détaillée en 2018 est la suivante : 
forêts (55,1 %), espaces ouverts, sans ou avec peu de végétation (27,2 %), milieux à végétation arbustive et/ou herbacée (11,5 %), zones industrielles ou commerciales et réseaux de communication (5,2 %), zones urbanisées (1 %).
L'IGN met par ailleurs à disposition un outil en ligne permettant de comparer l’évolution dans le temps de l’occupation des sols de la commune (ou de territoires à des échelles différentes). Plusieurs époques sont accessibles sous forme de cartes ou photos aériennes : la carte de Cassini (XVIIIe siècle), la carte d'état-major (1820-1866) et la période actuelle (1950 à aujourd'hui).

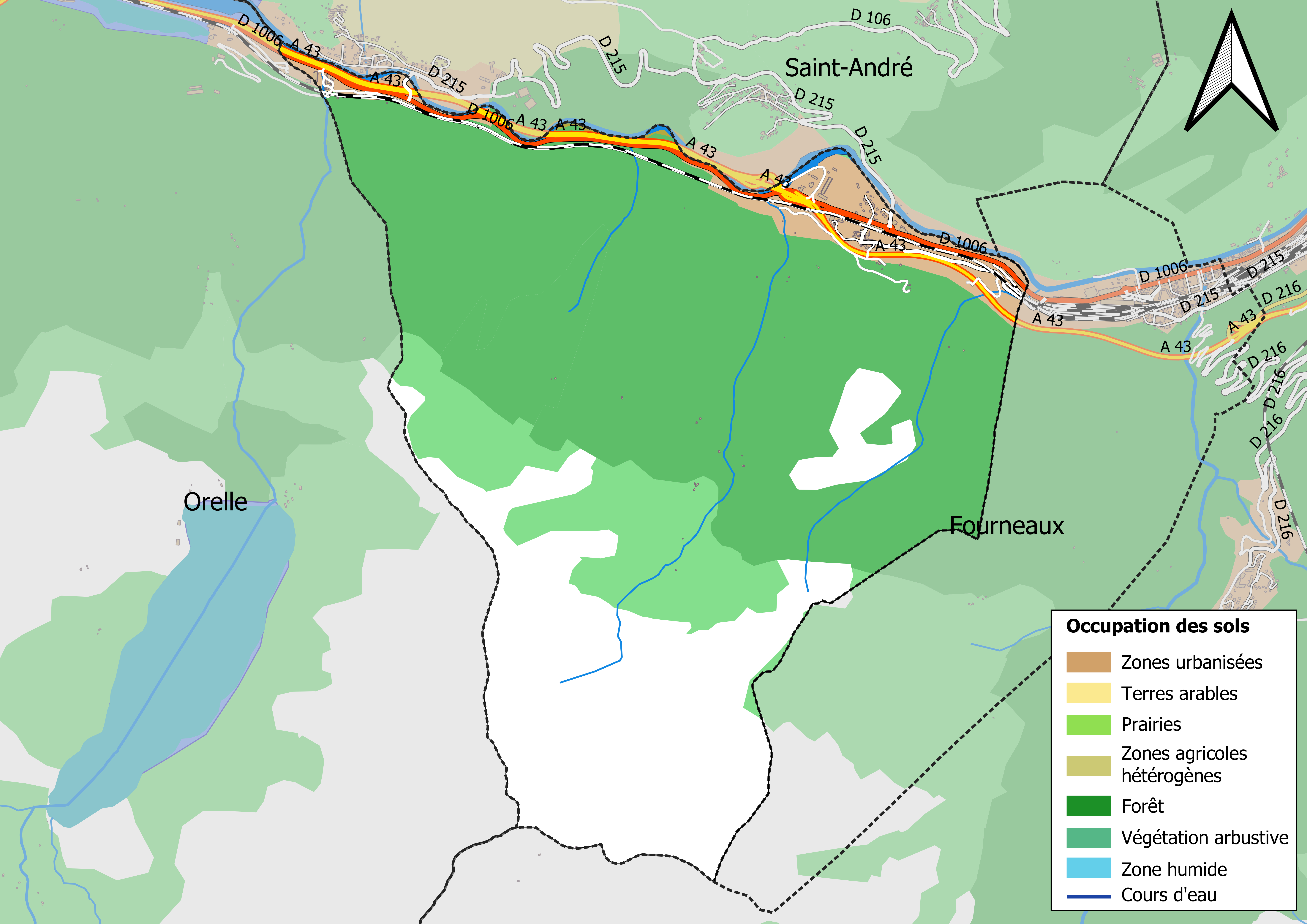
Carte des infrastructures et de l'occupation des sols en 2018 (CLC) de la commune.
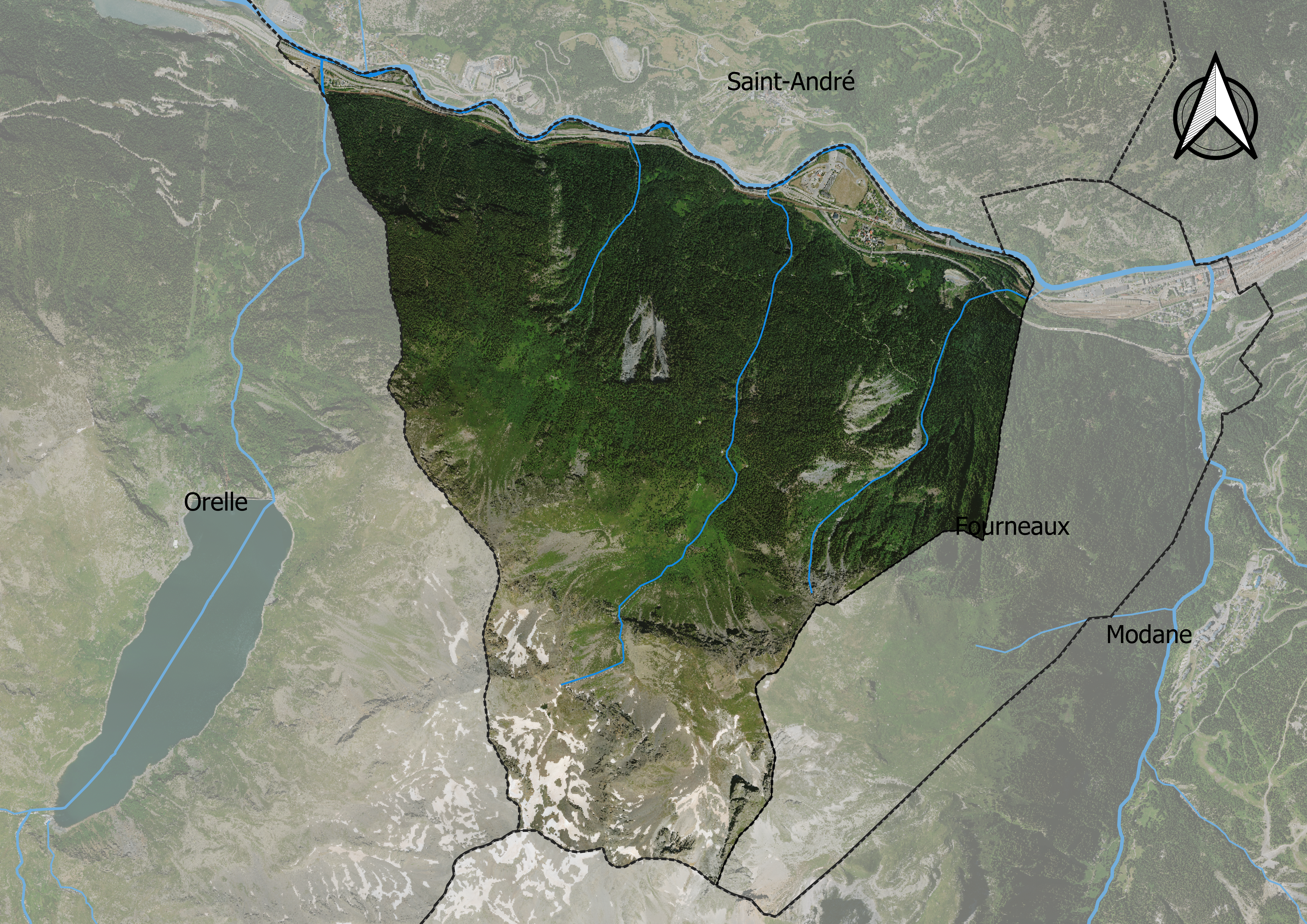
Carte orthophotogrammétrique de la commune.

## Toponymie
On trouve les formes Rivus Fraxineti, mentionnée en 1190, puis Freysnet vers le milieu du XIVe siècle. Au siècle suivant, on a Frenoy (1407) ou Frenetum (1499). Le toponyme reste Le Frenay jusqu'en 1935 où il prend la forme actuelle.
Le nom dérive de frênaie.
Le Freney est le nom d'un hameau passé à la commune. Le nom du hameau se retrouve également dans les communes de Flumet, Peisey, Saint-Bon-Tarentaise et Saint-Paul, Saint-Pierre-de-Soucy et Saint-Sulpice.
Le nom du village se dit, en francoprovençal, Le Frèné, selon la graphie de Conflans.

## Histoire
Freney fit longtemps partie de la paroisse de Saint-André qui se trouve sur l'autre rive de l'Arc.

## Politique et administration

### Liste des maires
| Période                                  | Période                  | Identité        | Étiquette | Qualité |
| ---------------------------------------- | ------------------------ | --------------- | --------- | ------- |
| Les données manquantes sont à compléter. |                          |                 |           |         |
| mars 1989                                | En cours (au avril 2014) | Roland Avenière | DVD       |         |

Freney est une des sept communes du canton de Modane.

## Population et société
Les habitants de la commune sont appelés les Freneylins ou les Fénelins.

### Démographie
L'évolution du nombre d'habitants est connue à travers les recensements de la population effectués dans la commune depuis 1793. Pour les communes de moins de 10 000 habitants, une enquête de recensement portant sur toute la population est réalisée tous les cinq ans, les populations de référence des années intermédiaires étant quant à elles estimées par interpolation ou extrapolation. Pour la commune, le premier recensement exhaustif entrant dans le cadre du nouveau dispositif a été réalisé en 2008.

En 2022, la commune comptait 107 habitants, en évolution de +2,88 % par rapport à 2016 (Savoie : +3,63 %, France hors Mayotte : +2,11 %).
| 1793 | 1800 | 1806 | 1822 | 1838 | 1848 | 1858 | 1861 | 1866 |
| ---- | ---- | ---- | ---- | ---- | ---- | ---- | ---- | ---- |
| 163  | 136  | 161  | 219  | 233  | 225  | 235  | 211  | 230  |

| 1872 | 1876 | 1881 | 1886 | 1891 | 1896 | 1901 | 1906 | 1911 |
| ---- | ---- | ---- | ---- | ---- | ---- | ---- | ---- | ---- |
| 292  | 256  | 284  | 297  | 255  | 335  | 472  | 528  | 499  |

| 1921 | 1926 | 1931 | 1936 | 1946 | 1954 | 1962 | 1968 | 1975 |
| ---- | ---- | ---- | ---- | ---- | ---- | ---- | ---- | ---- |
| 489  | 479  | 487  | 411  | 323  | 344  | 344  | 323  | 187  |

| 1982 | 1990 | 1999 | 2006 | 2008 | 2013 | 2018 | 2022 | - |
| ---- | ---- | ---- | ---- | ---- | ---- | ---- | ---- | - |
| 151  | 124  | 85   | 113  | 121  | 104  | 102  | 107  | - |